# Új Birodalmi Kancellária
Az Új Birodalmi Kancellária (röviden: Új Kancellária; németül: Neue Reichskanzlei) egykori berlini épület, a nemzetiszocialista építészet egyik legnagyobb szabású alkotása. A Berlin szívében rekordgyorsasággal felépített, főként reprezentációs célú hivatali komplexumot Albert Speer tervezte. Az 1939-ben megnyílt épületet a második világháború idején bunkerekkel egészítették ki. A város 1945-ös ostroma alatt az új kancelláriát végzetes sérülések érték, a háború után romjait a bunkerek kivételével eltakarították. Helyén ma lakóházak állnak.

## Története

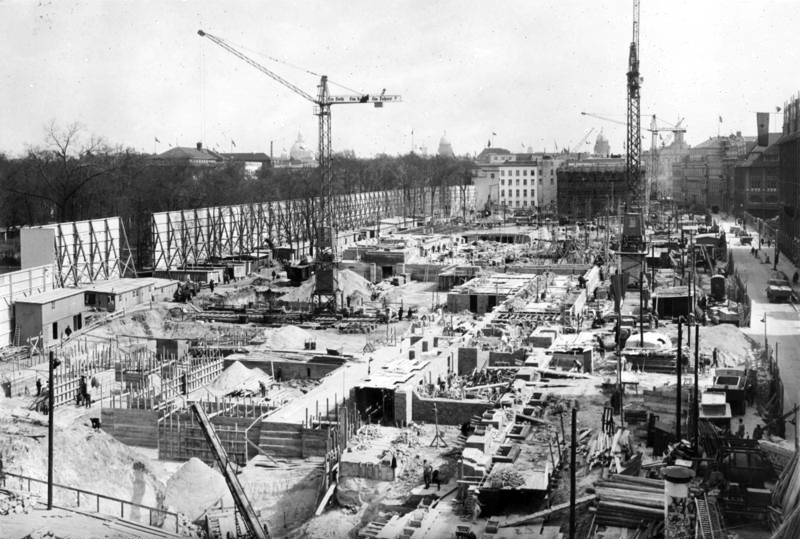
Építkezés 1938 tavaszán

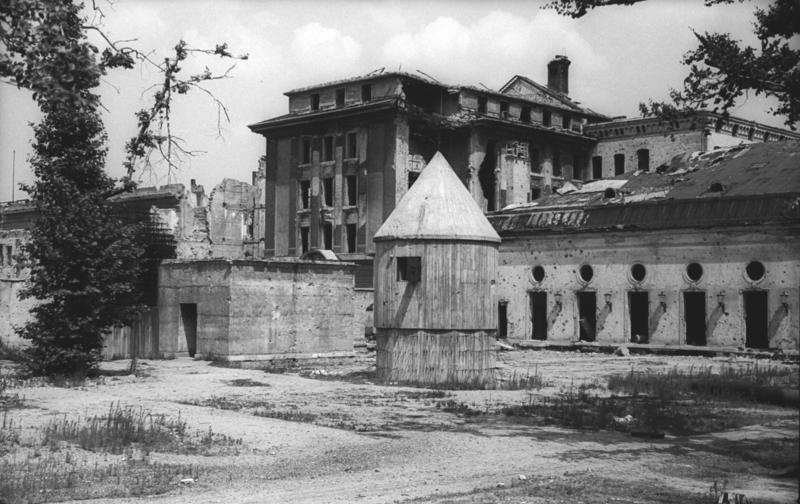
Az épület romjai 1947 nyarán

Németországban Adolf Hitler 1933-as hatalomra jutását követően nagyszabású építkezések kezdődtek. A világgazdasági válságból kilábaló, gyorsan modernizálódó ország kétszer is sikeres olimpiai játékokat rendezett, eredményei elismerést váltottak ki a világ számos országában. A megerősödő önbizalmú és domináns európai szerepkörre törő ország vezetése azonban továbbra is egy kis berlini mellékutcában, a Wilhelmstraßén szorongott. A nemzetiszocialista államvezetés olyan kancelláriaépületet képzelt el, amely kellően reprezentatív mivoltával és méreteivel is nyomatékosítja az ország súlyát és törekvéseit.
Az épület tervezése már jóval korábban, 1934-ben megkezdődött, ettől kezdve az állam folyamatosan felvásárolta az utcában álló épületeket. A felvásárolt épületeket 1937-ig lebontották, a rombolást csak az utca elején álló Palais Borsig élte túl, amelynek homlokzatát integrálták az új épületbe. Hitler 1938. január 11-én kérte fel Albert Speert hogy építsen meg a berlini Voßstraßén egy 421 méter hosszan elnyúló homlokzatú, teljesen új kancelláriaépületet. Az építési megbízás után már a fontos hivatalok sem maradhattak a Voßstraßén, el kellett költöznie a bajor és a württembergi képviseletnek, illetve a náci párt berlini körzetvezetőjének is. Az építkezést a 11 hónapos határidő miatt feszített tempóban kellett lebonyolítani. Adolf Hitler elvárása volt, hogy 1939. január 7-én már az új hivatalban adhasson fogadást a Berlinbe akkreditált diplomatáknak. Bár az épület gyorsan növekedett, a nagyszabású építkezés azonban kezdettől fogva késedelmet szenvedett. Az Új Birodalmi Kancellária a tervezett időpontban megnyílt ugyan, de az épület nagy része félkész állapotban volt. Az 1940-es évek elejéig folyamatosan dolgoztak a hivatal befejezésén. Az eredeti tervekben szereplő Führerbunker megépítéséhez csak 1943-ban láttak hozzá.
A háború utolsó időszakáig az épület csak kisebb károkat szenvedett a bombázások következtében. Az ostrom napjaiban a Vörös Hadsereg csapásainak végcélja az épület és az alatta rejtőzködő Hitler személye volt. A kancellária épületét több súlyos tüzérségi találat is érte. A kiégett épület födémszerkezete teljesen tönkrement, az utcai és a kerti homlokzat több helyen beomlott. A Kelet-Berlint igazgató szovjet katonai hatóság végül a Hitler hatalmát jelképező romhalmaz felszámolása mellett döntött. 1949–53 között több szakaszban robbantással bontották le a komplexumot. A háború utáni építőanyag-hiány miatt az Új Kancelláriából kinyert bontott anyagot Berlin középületeinek felújításához használták fel. Hitler hivatalának egykori kövei ma a Humboldt Egyetemen, a mohrenstraßei metróállomáson láthatóak, de ebből épültek a város ostromában elesett szovjet katonák emlékművei is.

## Kialakítás, díszítés

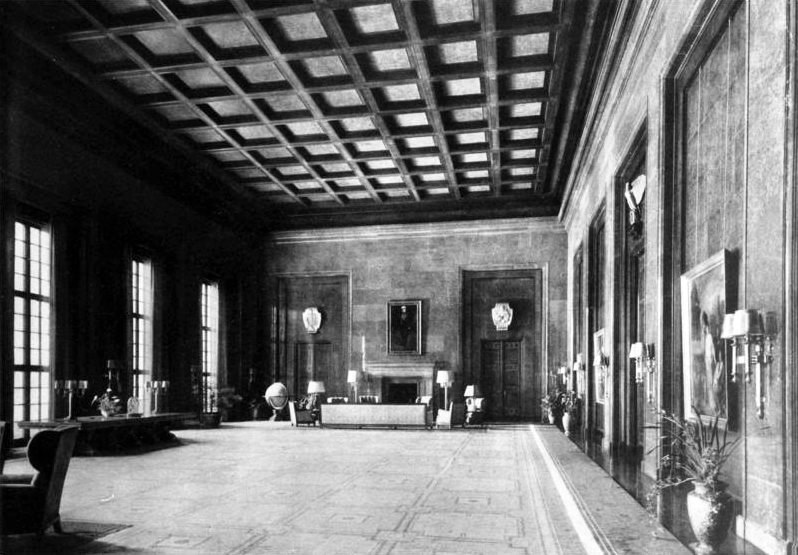
Hitler hivatali dolgozószobája

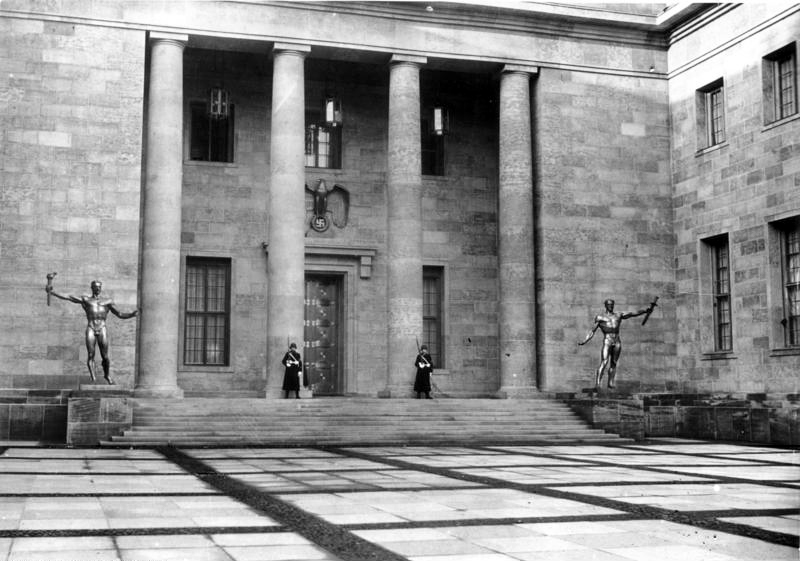
A díszudvar 1940-ben

Az új kancellári hivatalkomplexum 400 méter hosszan nyúlt el kelet-nyugati irányban. Az épület nyugati szárnyában kapott helyet a birodalmi kancellári hivatal. A középső szakaszban helyezték el Hitler dolgozószobáját és a kormány tárgyalótermét. A keleti szárnyban az elnöki hivatal irodái működtek. A kancellária homlokzata szinte teljesen dísztelen, az épület erődszerűségét a derékszögek sokasága, a több helyen is posztoló díszőrség és az épület tetején a sarkoknál elhelyezett horogkeresztes lobogók tovább erősítették. A kancellária nyugati szárnyához a hivatal őrzését ellátó SS-katonák kaszárnyájának puritán tömbje csatlakozott. 
Az új kancellária belső udvara egy kis parkot rejtett, ahol két szökőkutas medence, sétányok és télikert kaptak helyet. Az épület parkra néző homlokzatát két életnagyságú bronz paripa díszítette. A park alatti mélygarázsban tárolták a kancelláriára érkezők járműveit.
Az épület belseje visszafogott díszítésű, a reprezentatív terek nagy méretűek, az emberek szinte eltörpültek a hatalmas termekben. A folyosókon csak kevés bútor, festmény és dísznövény volt látható.
A nagyobb ünnepélyes eseményeket a keleti szárnyban található díszudvaron rendezték meg. A díszudvar fő homlokzatán a nemzetiszocialista embereszménynek megfelelő két allegorikus emberalak állt. A kezében fáklyát tartó bal oldali alak a náci pártot, míg a kardot az ég felé emelő figura a német hadsereget jelenítette meg. Az udvart uraló oszlopsor mögött kapott helyet a horogkeresztet markoló birodalmi bronzsas. A horogkeresztet markoló sas több helyen is megjelent az épület homlokzatán, ezek közül a kancellári dolgozószobában találtat a Berlint elfoglaló szovjetek a briteknek ajándékozták. A brit hadsereg hadizsákmányként Londonba vitte a sast, napjainkban a Királyi Hadtörténeti Múzeumban látható. Hitler dolgozószobájának egyik legtöbbet emlegetett dísze egy hatalmas földgömb volt, amelynek maradványai még évekkel az ostrom után is a kancellária udvarán hevertek.

## Képek

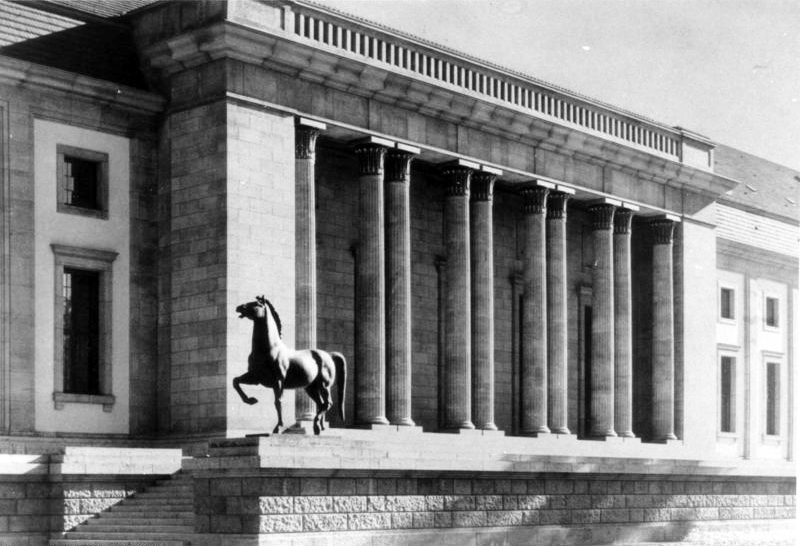
A kancellária parkra néző homlokzata
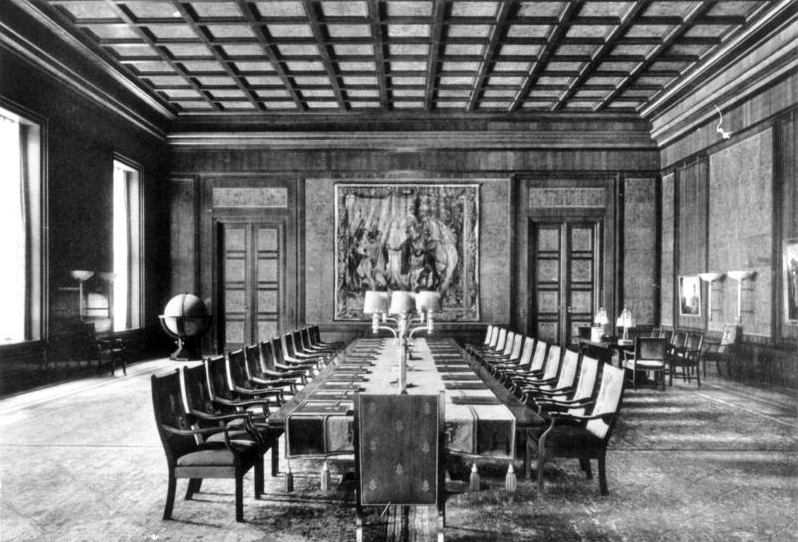
A kormány ülésterme
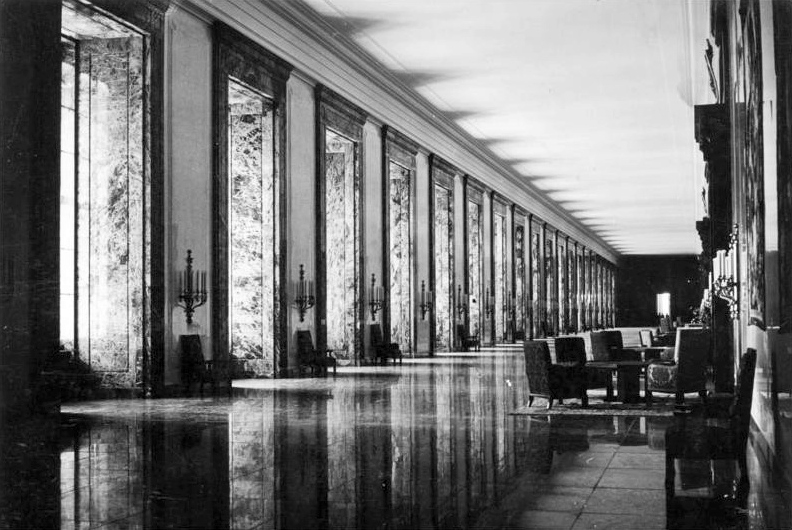
Márványterem
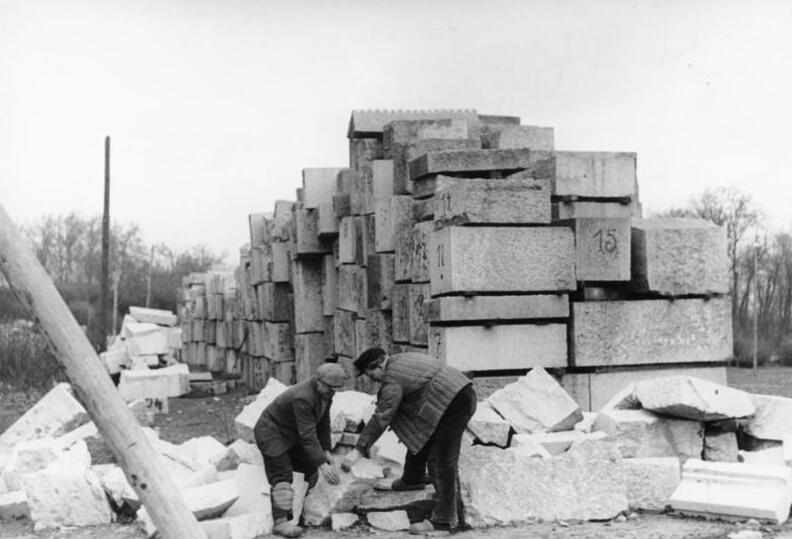
Az elbontott kancellária 1949
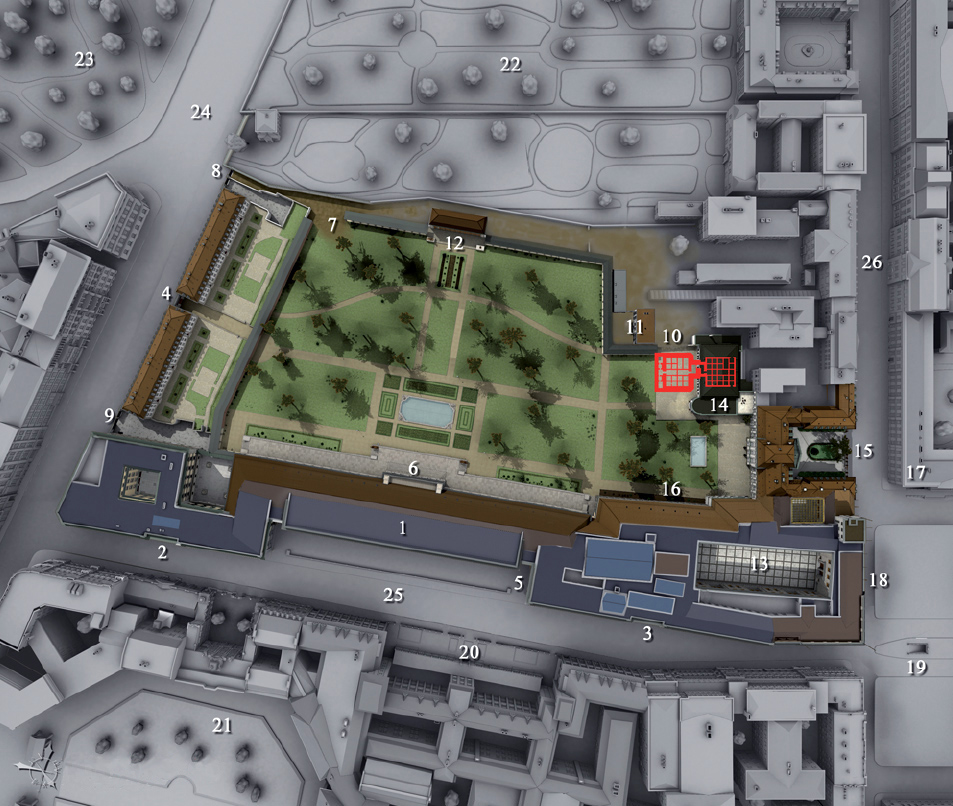
Helyszínrajz, 1939-es állapot